# Sabataka
Sabataka, uralkodói nevén Dzsedkauré (? – i. e. 690) egyiptomi fáraó i. e. 702-től haláláig, a XXV. dinasztia tagja.

## Uralkodása
Piye fáraó fia. Édesapja halála (Kr. e. 716) után nem közvetlenül ő, hanem előbb nagybátyja, Sabaka uralkodott. Csak az ő halála után lehetett Sabataka Egyiptom fáraója. Hogy megerősítse a Thébe fölött gyakorolt hatalmát, feleségül vette nagynénjét (édesapja testvérét), az Amon isteni hitvese funkciót betöltő I. Amenirdiszt. Amenirdisz tisztségét leányuknak, II. Sepenupetnek akarták hagyományozni.
Asszíriával nem folytatott háborút, mert I. Sarrukínnak más országokkal (pl. Urartuval) voltak gondjai. 
Sabataka 12 évnyi uralkodás után hunyt el. Halála után fivére, Taharka örökölte Egyiptomot.